# Мастертон, Ребекка
Ребекка Мастертон (англ. Rebecca Masterton; род. Льюис) — британский шиитский исламский богослов, писательница и телеведущая.

## Ранний период жизни
Мастертон родилась в христианской семье. В 1999 году она приняла ислам, а в 2003 году стала мусульманкой-шииткой. В 18-летнем возрасте она переехала в Лондон. Она училась в Школе востоковедения и африканистики в Лондоне и получила степень бакалавра по японскому языку, степень магистра по сравнительной восточноазиатской и африканской литературе и докторскую степень по франкоязычной и исламской мистической литературе Западной Африки.

## Карьера
Академическая работа Мастертон сосредоточена на западноафриканском суфизме, шиитской духовности, колониализме и современности. Ранее она преподавала в колледже Биркбек и Лондонском университете.
Она появлялась в программах иранских исламских СМИ на Sahar TV, Press TV, HadiTV и на британском шиитском телеканале Ahlulbayt TV.
Мастертон также является старшим преподавателем Исламского колледжа Лондона.
Она также опубликовала книгу рассказов «Проходя сквозь сон... На другую сторону».

## Творчество

### Книги
- Шиитская духовность для XXI века (англ. Shī‘ī Spirituality for the Twenty-First Century; London: Light Reading, 2020)
- Проходя сквозь сон... На другую сторону (англ. Passing Through the Dream... To the Other Side; Light Reading, 2008) ISBN 978-0955934407[4]

### Переводы
- Моральный мир Корана (англ. The Moral World of the Qur’an; Мухаммад Абдулла Драз, перевод с французского[7])
- Внутренние измерения хаджа (англ. The Inner Dimensions of Hajj; Зохре Боруджерди, перевод с персидского)

### Статьи
- Сравнительное исследование духовного авторитета авлийа в шиитской и суфийской традициях со ссылкой на труды ордена Захаби и Алламе Табатабаи
- Валая как ответ на дихотомию «я-другой» в европейской философии
- Исламские мистические резонансы в литературе фульбе
- Исламские мистические толкования неоднозначного приключения Шейха Хамиду Кейна
- Критическое сравнение космических иерархий в развитии христианской и исламской мистической теологии